# Совхоз № 3
Совхо́з № 3 — посёлок в Верхнекамском районе Кировской области России. 

## География
Посёлок находится на северо-востоке региона, в центральной части района, к западу от реки Волосница.
Расстояние до районного центра (города Кирс) — 34 км.

## История
В 2018-2021 годах входил в состав Рудничного городского поселения, упразднённого с переходом в Верхнекамский муниципальный округ.
В 1998 году сельский населённый пункт Совхоз-3 передан в административно-территориальное подчинение посёлку
городского типа Рудничный Верхнекамского района из Волосницкого сельского округа

## Население
| 2010 |
| ---- |
| 1    |

## Инфраструктура
Было коллективное хозяйство.